# Danny, el campeón del mundo

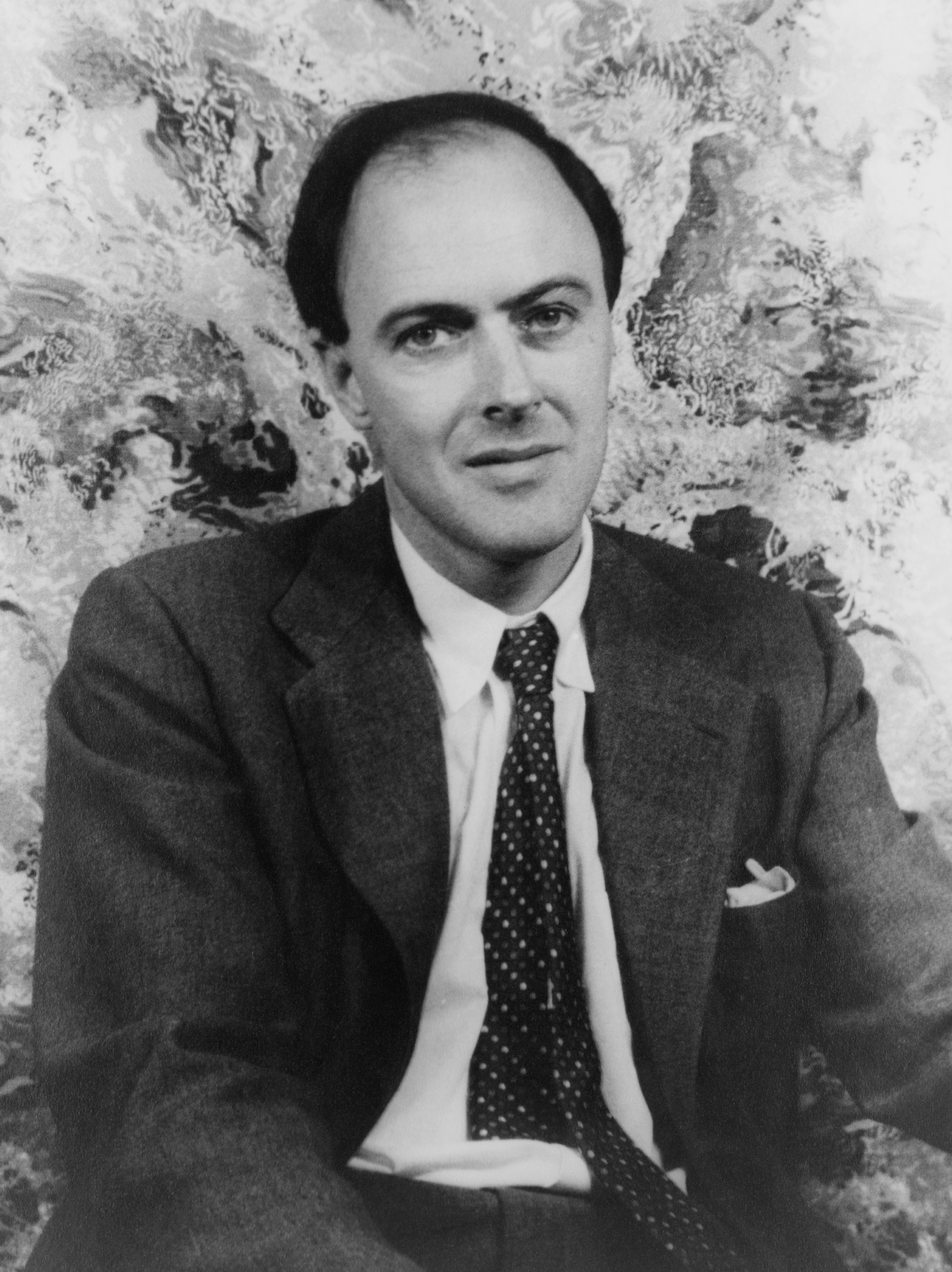
Roald Dahl, escritor de Danny, el campeón del mundo.

Danny, el campeón del mundo es un libro infantil escrito en 1975 por Roald Dahl. La trama se centra en Danny, un joven inglés, y su padre, William, que viven en una caravana arreglando coches y participando en cacerias. Fue publicado por primera vez en 1975 en Estados Unidos y en el Reino Unido.
El libro fue adaptado en 1989 por Thames Television y fue protagonizada por Jeremy Irons. Está basada en el pequeño relato para adultos Campeón del mundo que apareció impreso en la revista The New Yorker, como lo harían otros relatos breves que serían posteriormente reimpresos como Kiss Kiss.
- Datos: Q1164830